# Eftagònia
Eftagoneia (grec: Εφταγώνεια) o Eptagònia (grec: Επταγώνεια) és un poble del Districte de Limassol de Xipre, a 4 km al nord de Kellaki i a 28 km de la ciutat de Limassol.